# Helmut Mehnert
Heinz Helmut Erhard Mehnert  (* 22. Oktober 1910 in Zwickau; † unbekannt) war ein deutscher evangelisch-lutherischer Pfarrer und Funktionär in der CDU der DDR.

## Leben
Mehnert wurde im sächsischen Zwickau geboren und gehörte schon als Schüler dem Christlichen Jungmänner-Verein an. Von 1930 bis 1934 studierte er Theologie in Leipzig. Allerdings geriet er nach der Machtergreifung der Nationalsozialisten mit diesen mehrfach in Streit, was im Februar 1934 zu einer mehrmonatigen Inhaftierung führte. Dennoch konnte er im Anschluss an die Haft im Juli 1934 sein erstes Staatsexamen ablegen. Danach bekam Mehnert kein Stadtpfarramt, sondern wurde als Vikar 1937 nach Kemnitz in der Oberlausitz versetzt, wo er 1939 die Pfarrstelle erhielt. In der Folge stand Mehnert stetig im Konflikt zu den nationalsozialistischen Machthabern, was zu mehreren Gerichts- und Ehrengerichtsverfahren führte. Er stand auch im Kontakt zum Widerstandskreis um Carl Goerdeler. 
Nach Kriegsende gehörte Mehnert im November 1945 zu den Mitbegründern der CDU-Bezirksgruppe Bernstadt. Er engagierte sich zunehmend auch politisch und wurde einige Monate später Vorsitzender des CDU-Kreisverbandes Löbau. Auf dem Landesparteitag der sächsischen CDU im Juni 1950 siegten die prokommunistischen Funktionäre um Josef Rambo, der zum neuen Landesvorsitzenden gewählt wurde. Mehnert wurde neben Otto Freitag und Magnus Dedek stellvertretender Landesvorsitzender (vierter Landesvorsitzender) der sächsischen CDU.
Im Juli 1950 wurde er zum Landessekretär des Landesfriedenskomitees Sachsen gewählt. Auf dem 5. Parteitag der CDU im September 1950 wurde Mehnert in den Hauptvorstand der CDU gewählt und gleichzeitig als Kandidat seiner Partei für die Volkskammer aufgestellt und im Oktober 1950 gewählt. Allerdings stand Mehnert der Parteiführung um den greisen Otto Nuschke und den Generalsekretär Gerald Götting zunehmend kritisch gegenüber. Dies gipfelte in einem Beschluss des Hauptvorstandes im Frühjahr 1951, der Mehnert bis zum Abschluss einer parteiinternen Untersuchung Abstinenz in der parteipolitischen Betätigung auferlegte. Da Mehnert diesem Beschluss nicht nachkam, wurde ihm zunächst im April 1951 das Amt des stellvertretenden sächsischen Landesvorsitzenden entzogen, im Herbst 1951 wurde er aus der Partei ausgeschlossen und beantragt, ihm sein Volkskammermandat zu entziehen. Dies gelang der Partei wegen der Geschäftsordnung der Volkskammer zunächst jedoch nicht. So konnte Mehnert bis 1954 als fraktionsloser Abgeordneter weiterhin sein Mandat wahrnehmen. Auf der Sitzung des politischen Ausschusses des CDU-Hauptvorstandes vom 5. Januar 1954 wurde beschlossen, dem Präsidium der Volkskammer Franz Eiselt als Nachfolger vorzuschlagen. Ob dieser Mandatswechsel noch stattfand, ist unklar. Über das weitere Wirken von Helmut Mehnert ist nichts bekannt.
Seine Ehefrau Irmgard Mehnert war von 1948 als Kemnitzer Pfarrfrau  bis zum Jahre 1950  Mitglied der CDU-Fraktion Abgeordnete im Sächsischen Landtag. Hinsichtlich der deutschen Wiedervereinigung sprach sie in einem Beitrag für die CDU-Zeitung Neue Zeit die Hoffnung aus: Einmal wird der Tag kommen, der uns diese Einheit bringt.